# ストロベリー・ロード
『ストロベリー・ロード』は、石川好によるノンフィクション小説、およびそれを基にした映画作品。

## 概要
石川好は、1965年3月、高校卒業と同時に、先行渡米していた実兄を頼り渡米。兄の勤めていたカリフォルニアのイチゴ農園で働きながら、アメリカのハイスクール・カレッジで学んだ4年間（18歳 - 22歳）の在米体験記をまとめたものである。『エコノミスト』（毎日新聞社、1987年4月7日号 - 12月22日号）に連載後、加筆・修正を行い、1988年4月に単行初版（上下）を早川書房で出版。文春文庫（上下）、七つ森書館で再刊された。
1989年に、第20回大宅壮一ノンフィクション賞を受賞。
続編として『ストロベリー・ロードPARTⅡ ストロベリー・ボーイ』（1990年、文藝春秋、1994年、文春文庫）と、『ストロベリー・ロードPARTⅢ ガーデン・ボーイ』（1994年、文藝春秋）を著した。

## 書籍
- 『ストロベリー・ロード（上）』（1988年、早川書房）ISBN 4152033509
- 『ストロベリー・ロード（下）』（1988年、早川書房）ISBN 4152033517
  - 『ストロベリー・ロード（上）』（1992年、文春文庫）ISBN 4167530023
  - 『ストロベリー・ロード（下）』（1992年、文春文庫）ISBN 4167530031
  - 『ストロベリー・ロード』（2011年、七つ森書館）ISBN 4822870049

## 映画
1991年に「ストロベリーロード」のタイトルで映画化され、東宝から配給された。1960年代のカリフォルニアを舞台に、広大ないちご畑に夢を託す日本人兄弟の姿を描く青春ドラマとして、石川の原作にほぼ忠実に映画化された。

### スタッフ
- 監督：蔵原惟繕
- 脚本：山田信夫
- 企画：村上光一
- 製作：香山新二郎
- 製作総指揮：貝山知弘、堀口壽一
- プロデューサー：三村順一、河井真也
- 音楽：フレッド・カーリン
- 主題歌：羽根田征子「You Are My Home」
- 撮影：加藤雄大
- 編集：鈴木晄
- 製作：東京宝映テレビ、フジテレビジョン

### 出演
- 石井久：松平健
- 石井明：石橋保
- フランク町田：マコ
- シルバーナ：マリスカ・ハージティ
- 尚子：桜田淳子
- 秋子：夏木マリ
- ロッキー青田：ロッキー青木
- ジョージ野田：川平慈英
- 段々畑の老人：三木のり平
- 老人の弟：ノリユキ・パット・モリタ
- 老人の弟の娘：大地真央
- 田岡：三船敏郎
- シルバーナの父：アート・メトラーノ
- ピート：ジム・イシダ